# فرخنده سرخ‌کلاه
فرخنده سرخ‌کلاه (نام علمی: Piranga rubriceps) نام یک گونه از خانواده فرخنده است.